# Jacob Böhme

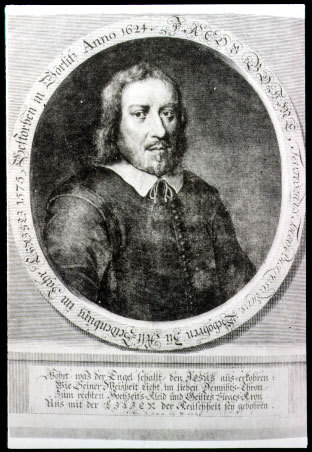
Porträtt av Jacob Böhme från Theosophia Revelata (1730).

Jacob Böhme, född 1575 i Alt Seidenberg nära Görlitz, Kungariket Böhmen, död den 17 november 1624, var en tysk religionsfilosof och kristen mystiker.

## Biografi
Böhme gick som skomakarlärling i staden Seidenberg och kom senare att verka i närbelägna Görlitz. Vid tjugofem års ålder fick han flera mystiska upplevelser, i vilka han såg Gud som alltings hjärta. Som skomakare saknade Böhme någon högre utbildning och läste på egen hand Bibeln, Paracelsus och kabbalistisk mystik. Han skrev in sig i en tradition av hermetism och teosofi. I Aurora oder Morgenröthe im Anfang (1612) sökte han lösa problemet med det ondas förekomst genom att anta negativ princip hos Gud själv; liksom ljus inte kan finnas utan mörker kan Gud inte finnas utan att i sitt eget väsen ha motsatsen till det goda. För Böhme hade alla skapade ting en andlig betydelse. Han trakasserades av kyrkan (av både katoliker och lutheraner).
Böhmes religiösa uppfattning har stora likheter med svensken Emanuel Swedenborgs. Kända lärjungar till Böhme är katoliken Franz von Baader (1765-1841) och Louis Claude de Saint-Martin (1743-1803), "den okände filosofen". I Sverige har Böhmes skrifter utövat stort inflytande på vänkretsen som samlades kring Boksamlingen Kristen mystik, samt Flodbergskretsen och Hjalmar Ekström. Även Eric Hermelin var anhängare av Böhmes lära, vilken han likställde med sufismen. Hermelin framstår som den främste översättaren av Böhmes verk till svenska, vilka distribuerades av Norstedts förlag. Böhme finns även översatt till svenska i form av raritetshandskrifter från bland annat 1700-talet. Flera av dessa finns i Boksamlingen Kristen mystik på Sigtunastiftelsen.

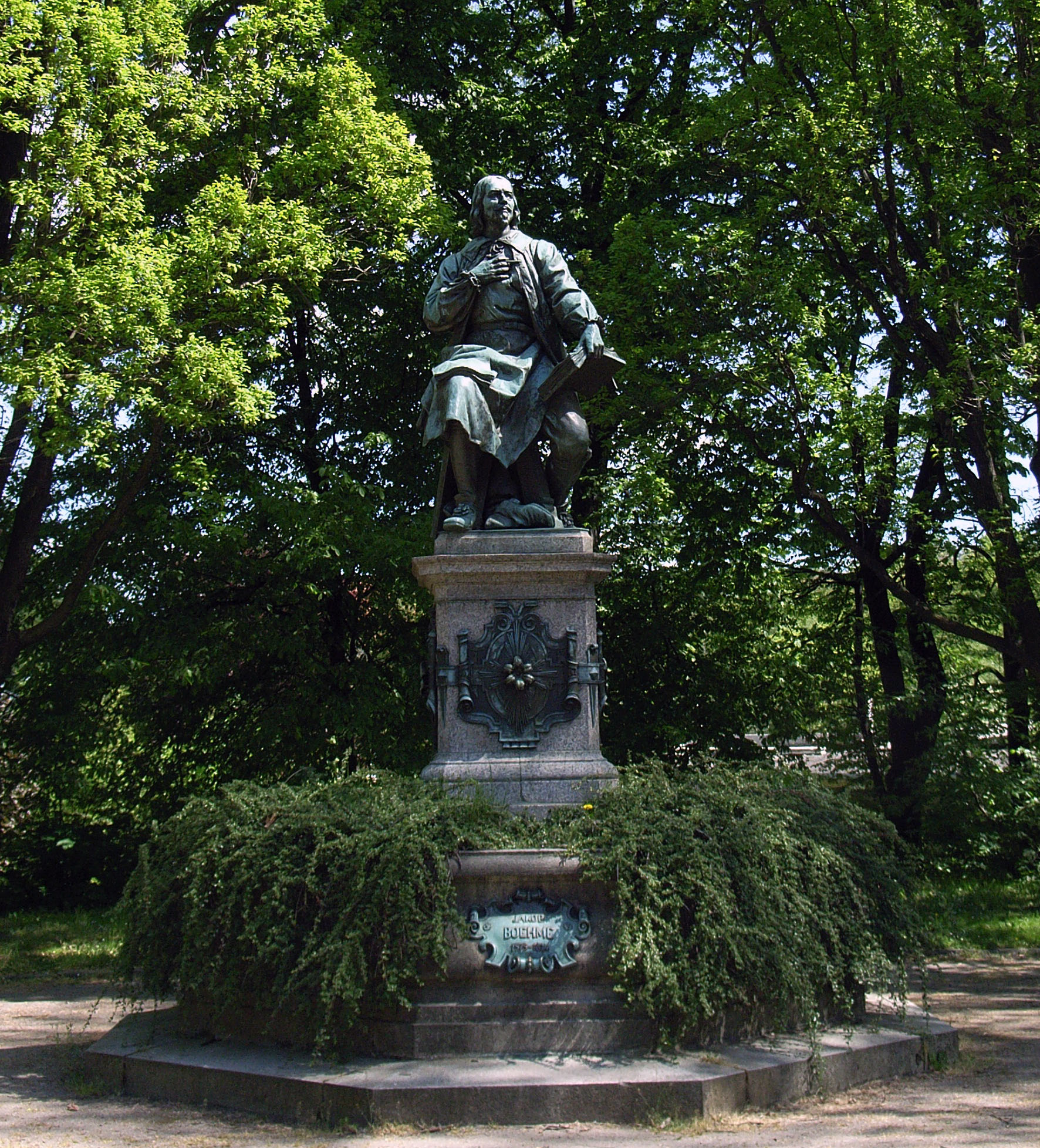
Jacob Böhme, staty i Görlitz stadspark av Johannes Pfuhl.

## Skrifter i svensk översättning
- Böner, 1900 (A. V. Carlson)
- De poenitentia : Om den sanna hängifvenheten ; Om den heliga bönen, 1918 (Norstedts)
- Om de fyra lynnena : Gudomlig syn ; Om födelse på nytt ; Mysterium pansophicum, 1918 (Norstedts)
- Om menniskans trefaldiga lif, 1920 (Norstedts)
- Det gudomliga väsendets tre principia, 1920 (Norstedts)
- Sanningens väg : framställd i samtal mellan lärjunge och mästare, 1923 (Samf. Pro fide et christianismo)
- Sanningsfrön: brottstycken ur skrifter af Jacob Böhme, 1927;1929 (2 vol.) (Franz von Baader förlag)
- Lycka på jorden : naturen med sina färger och toner, 1998

## Böcker om Böhme
- Jacob Böhmes lefverne och lära, 1849, Wilhelm Ludvig Wullen (Norstedts)
- En kristen filosof i 16:e århundradet, 1890, Franz Hartmann (Teosofiska samfundet)
- Jakob Böhme : en värdesättning, 1913, Alexander Whyte (L. Norblads bokhandel)